# Katalánský modernismus

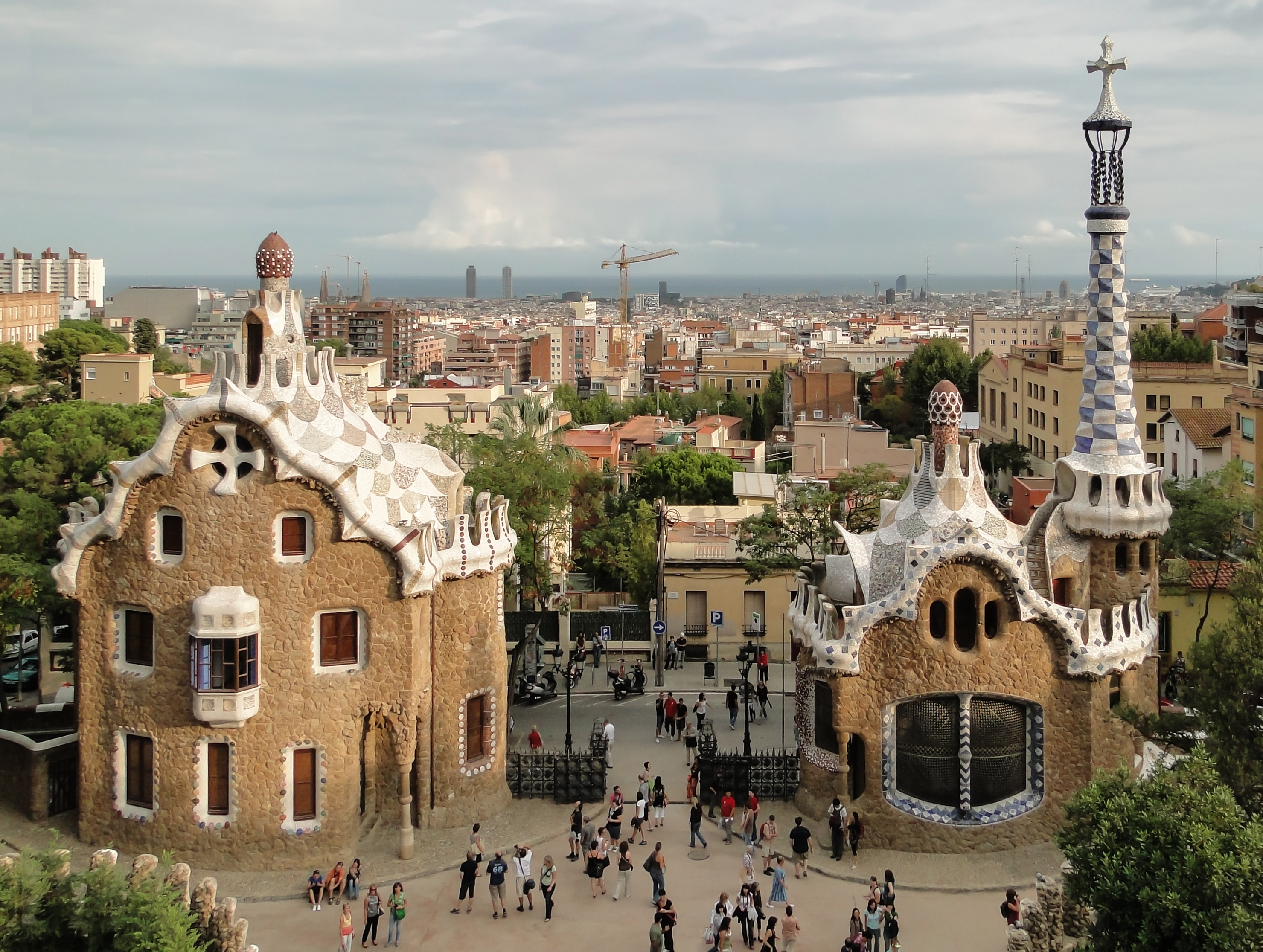
Barcelonský Park Güell.

Jako katalánský modernismus je označováno období katalánské architektury v letech 1888 (první španělská Světová výstava) - 1911 (úmrtí básníka Joana Maragalla). Jedná se o styl unikátní; s dominantním vlivem secese, ale také i druhých stylů, mnohdy natolik netypických, jako je například i renesance. Hlavním a dominantním architektem, který podstatně podobu katalánského modernismu ovlivnil, byl Antoni Gaudí.
Většina staveb, které vznikly v duchu myšlenek katalánského modernismu, se nachází v Barceloně, a jsou do dnešní doby dochované. Patří mezi ně například Casa Milà, vybudovaná v letech 1906 - 1912, katedrála Sagrada Familia, či Park Güell (vše Barcelona). Mimo katalánskou metropoli (Santa Coloma de Cervelló) byl budován (dosud nedokončený) kostel Colònia Güell. Řada památek katalánského modernismu je zapsaných na seznam světového dědictví UNESCO.